# Color Me Blood Red
Pour plus de détails, voir Fiche technique et Distribution.
Color Me Blood Red est un film américain d'horreur réalisé par Herschell Gordon Lewis, sorti en 1965. Le film est le troisième opus de la Blood Trilogy (avec Blood Feast et 2000 Maniaques).

## Synopsis
Lors de l'ouverture de sa galerie d'art, un artiste excentrique est critiqué parce que ses œuvres n'utilisent pas une bonne palette de couleurs. Alors il commence une nouvelle série de peintures en utilisant son propre sang. Rapidement, il devient trop faible à cause de la perte de son sang et il commence à utiliser le sang de jeunes femmes pour ses peintures.

## Fiche technique
- Titre : Color Me Blood Red
- Réalisation : Herschell Gordon Lewis
- Scénario : Herschell Gordon Lewis
- Production :David F. Friedman
- Pays d'origine : États-Unis
- Format : Couleurs  - 35 mm
- Genre : Comédie horrifique
- Durée : 79 minutes
- Date de sortie : 13 octobre 1965 (États-Unis)
- Interdit aux moins de 18 ans.

## Distribution
- Gordon Oas-Heim
- Candi Conder
- Elyn Warner
- Pat Lee
- Jerome Eden
- Scott H. Hall
- Jim Jaekel
- Iris Marshall
- William Harris
- Cathy Collins